# 竇衝
竇 衝（とう しょう、生没年不詳）は、五胡十六国時代の軍人。武都郡の出身。前秦に仕え、末期の前秦を支えたが、最後は独立したものの、後秦に滅ぼされた。

## 生涯
前秦に仕え、左禁将軍に任じられていた。
368年3月、前秦の天王苻堅は苻双・苻武討伐のため、武衛将軍王鑒・寧朔将軍呂光に精鋭を率いて討伐に向かわせた。竇衝は左衛将軍苻雅と共に羽林7千騎を率いてこれに続いた。
4月、苻双・苻武の軍と隃麋（現在の陝西省宝鶏市千陽県）で戦い、斬獲1万5千の大勝を収めた。苻双・苻武は上邽へ敗走した。
7月、竇衝らは上邽を攻め、苻双・苻武を斬った。
380年4月、征北将軍苻洛が苻堅に対し、反乱を起こした。苻堅は翻意を促したが、苻洛に拒絶されたために討伐を決意した。左将軍に任じられていた竇衝は、歩兵校尉呂光と歩騎4万を率いて苻洛討伐に向かった。右将軍都貴が鄴へと馳せ参じ、冀州の兵3万を率いて前鋒となり、陽平公苻融が征討大都督となった。
5月、竇衝、呂光軍は中山で苻洛軍と戦った。苻洛軍は大敗し、苻洛は捕らえられて長安に送られた。
384年3月、北地長史慕容泓が都督陝西諸軍事・大将軍・雍州牧・済北王を自称して、前秦との対立姿勢を示した。苻堅は雍州牧苻叡に都督中外諸軍事・衛大将軍・録尚書事に任じ、竇衝を長史、姚萇を司馬として5万の兵で慕容泓討伐に向かわせた。
平陽郡太守慕容沖が平陽で慕容泓に呼応し、2万の兵を集めた。慕容沖は蒲坂へと進軍し、苻堅は竇衝に討伐を命じた。
竇衝軍と慕容沖軍は河東で戦い、竇衝軍が大勝した。慕容沖は8千騎を率いて、慕容泓と合流した。
5月、竇衝は漢川に侵攻した。安定郡の人の皇甫釗・京兆郡の人の周勲らが竇衝と結託し、東晋の梁州刺史周瓊は巴西三郡を失った。周瓊は自軍の力が弱く、豫州刺史の朱序に救援を求めた。朱序は将軍皇甫貞を救援に差し向けた。竇衝は長安の東に退き、皇甫釗と周勲は散り散りに逃走した。
6月、苻堅は自ら歩騎2万を率いて、後秦を建国した姚萇討伐に向かった。姚萇を北地で破り、趙氏塢に拠った。護軍将軍楊璧に3千騎を与え、退路を遮断させた。左軍将軍に任じられた竇衝は、右軍将軍徐成・鎮軍将軍毛盛らと共にたびたび後秦軍を破り、堰を作って水の供給路を遮断した。
姚萇は弟の鎮北将軍姚尹買に2万の兵を率いて堰の破壊を命じた。竇衝はこの目論見を読み、鶴雀渠で後秦軍を大破し、姚尹買以下1万3千を殺した。後秦軍は渇きに苦しみ、軍の崩壊は目前であったが、降雨によって危機を脱した。
385年1月、慕容沖は尚書令高蓋に命じ、長安に夜襲をかけさせた。高蓋は長安南城を占拠した。竇衝は前禁将軍李弁と共に高蓋らを撃破、斬首1千8百の戦果をあげた。飢えていた前秦軍は、この屍を食した。
苻堅が姚萇に殺されたと知った竇衝は、茲川（灞水）へ移り、数万の兵を集めた。
385年11月、竇衝は苻堅の後を継ぎ、皇帝となった苻丕に前秦の残勢力と共に後秦を撃つことを請うた。苻丕は竇衝を征西大将軍・梁州牧・開府儀同三司・散騎常侍に任じた。
386年6月、鄧羌の子で冠軍将軍鄧景が5千の兵で彭池に拠っていた。竇衝は鄧景と連携して後秦の平涼郡太守金熙を撃った。竇衝・鄧景の軍の勢いを姚萇は大いに懼れた。
387年3月、苻丕の後を継ぎ、皇帝となった苻登から車騎大将軍・南秦州牧に任じられた。竇衝は汧城（現在の陝西省宝鶏市隴県）・雍城（現在の陝西省宝鶏市鳳翔区）を攻略して、将軍姚元平・張略らを斬った。姚萇と汧城の東で戦い、敗れた。
389年10月、苻登は兵を結集して胡空堡（現在の陝西省咸陽市彬州市）に拠った。苻登は竇衝を大司馬・都督隴東諸軍事・雍州牧に任じた。竇衝は前秦軍の先駆けとして、繁川から長安へと進んだ。
392年10月、竇衝は苻登から、左丞相に任じられて華陰に屯した。竇衝は河南郡太守楊佺期と湖城で戦ったが、敗れた。竇衝は敗走した。
393年5月、右丞相に任じられていた竇衝は驕り、自身を天水王に封じるよう請うた。しかし、苻登は許可しなかった。
6月、竇衝は秦王を自称し、元光と改元した。
7月、苻登は野人堡にいる竇衝を攻めた。竇衝は後秦に救援を求めた。尹緯は「皇太子（姚興）は慈悲に厚いことは知られてますが、英略については知られていません。苻登を撃たせ、その英略を知らしめますように」と姚萇に請うた。姚萇はこの言に従った。
後秦の皇太子姚興は胡空堡を攻めた。本拠地を攻められた苻登は、竇衝との戦いをやめて胡空堡に赴いた。
394年7月、後秦の安南将軍強熙・鎮遠将軍強多が竇衝を盟主に推して謀反した。姚萇の後を継ぎ、皇帝となっていた姚興は自ら討伐に向かった。後秦軍が武功に至ると強多の兄の子の強良国が楊多を殺して降伏した。強熙は秦州に逃亡し、竇衝は汧川に逃亡した。汧川の氐族仇高が竇衝を捕えて後秦に送った。竇衝の従弟の竇統は自身の軍と共に姚興に降伏した。
これ以後、竇衝の行跡は史書に記載されていない。

## 人物・逸話
- 383年8月、苻堅は姚萇を龍驤将軍・都督益梁二州諸軍事に任じた。苻堅は「昔、朕は龍驤将軍であったとき建業した。以来、この位を授けたことはなかった。よく努めるように」と、姚萇に言った。竇衝は「王者に戯言はありません。これは不祥の兆しになりましょう」と、苦言を呈した。苻堅は黙ってしまった[8]。

- 慕容暐は長安城内にいる数千の鮮卑族と共に苻堅を殺害しようと目論んだ。北部の人の突賢はこれに参加するため、妹に別れを告げた。妹は竇衝の妾で、彼女は竇衝に内容を話し、兄を思い留まらせるよう請うた。竇衝は急ぎ、苻堅に報告した。苻堅は慕容暐一族及び城内の鮮卑族を長幼婦女の別なく皆殺した[9]。

## 関連事項
- 前秦
- 後秦
- 苻堅
- 苻丕
- 苻登
- 姚萇